# 예거 르쿨트르

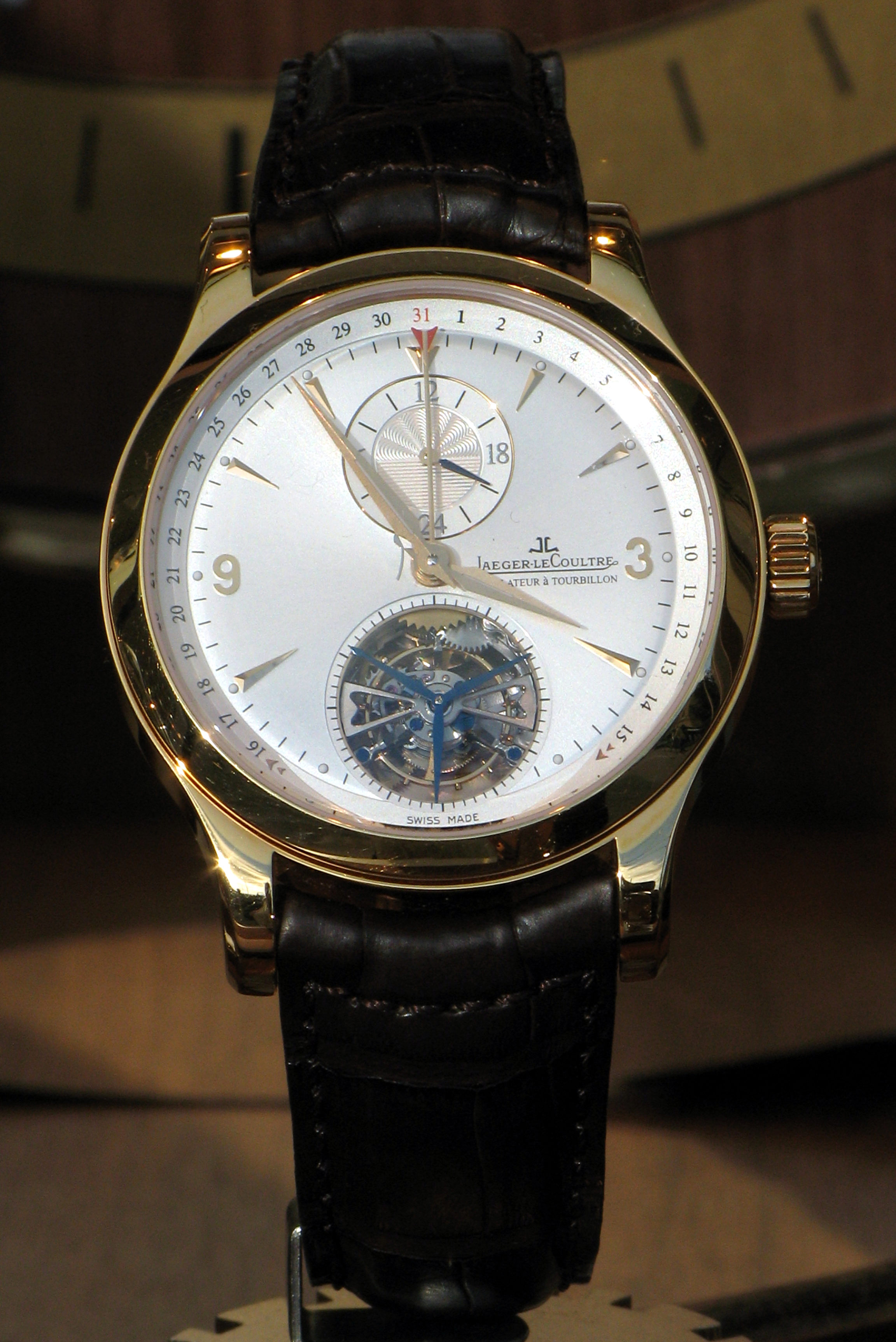

예거 르쿨트르(프랑스어: Jaeger-LeCoultre 제제르 르쿨트르[*])은 스위스의 보주 르상티에(Le Sentier)시(市)에 소재하고 있는 시계 제조업체이다. 19세기에 창립되었다.
예거 르쿨트르는 하이엔드 시계로 유명하며, 예거의 무브먼트는 오데마피게나 파텍필립 마저 사용할 정도이다. 대표 모델로는 리베르소가 있는데, 이는 영국군 장교들이 폴로 경기를 할 때 시계를 차고 있으면서도 시계가 깨지지 않게 해달라고 의뢰하여 탄생했다. 리베르소는 작은 직사각형 케이스의 시계로, 시계를 뒤집어 팔찌처럼 착용하거나 내구성을 플러스할 수 있다. 최근에는 미용으로 뒤집었을 때 내부의 무브먼트들이 보이도록 제작하기도 한다. 예거는 마블의 후원사이기도 하다. 영화 아이언맨2에서는 토니 스타크가 외출 전 금으로 된 예거 시계를 찬 후 딸기를 살 때 현금이 없어 현금 대신 시계를 주는 장면이 나온다. 닥터 스트레인지에서 스티븐은 예거 르쿨트르 마스터 울트라씬 퍼페추얼 캘린더를 차고, 람보르기니 우라칸을 타고 학회에 간다. 이 시계는 네팔에서 만난 깡패들에 의해서 깨지는데, 스티븐은 이 시계를 영화 후반부까지 차고 있는다. 실제로 닥터 스트레인지의 흥행 이후 예거 르쿨트르를 찾는 사람들이 늘어났다.